# Learjet 35
Beim Learjet 35 handelt es sich um ein zweistrahliges Geschäftsreiseflugzeug in Tiefdeckerauslegung für bis zu acht Passagiere. Eine Weiterentwicklung wurde als Learjet 36 angeboten.

## Entwicklung und Konstruktion
Das Flugzeug verfügt über ein Zwei-Personen-Cockpit und über eine Kabine für bis zu acht Passagiere, die in der Sitzanordnung 1+1 untergebracht sind. Der Erstflug des Learjet 35 fand am 22. August 1973 statt. Im Vorfeld stattete man eine für Erprobungszwecke eingesetzte Werksmaschine des Learjet 25 auf der Steuerbordseite mit einem 15,6 kN (3500 lbf) leistenden TFE731-2 Mantelstromtriebwerk aus, wobei das CJ610 auf der anderen Seite verblieb. Am 21. Mai 1971 hatte dieser fliegende Triebwerksprüfstand seinen Erstflug, gefolgt am 4. Januar 1973 von einer vollständig umgerüsteten Learjet 25. Der Learjet 35 basiert auf den Varianten 25E und 25F des Learjet 25, wobei Länge und Spannweite leicht vergrößert und die Turbojettriebwerke gegen treibstoffsparende Mantelstromtriebwerke ausgetauscht wurden. Die anfängliche Bezeichnung des neuen Musters war deshalb auch Learjet 26.
Der Learjet 36 ist baugleich, jedoch für eine höhere Reichweite vorgesehen und verfügt nur über sechs Passagiersitze. Diese Entwicklung wurde ein großer kommerzieller Erfolg, da die Triebwerke leise und sehr sparsam waren. 1976 wurde das Modell zum Learjet 35A weiterentwickelt, der über ein etwas höheres Startgewicht verfügt. Von dem Modell Learjet 35 wurden insgesamt 675 Serienmaschinen gebaut und dann 1994 durch den weiterentwickelten Learjet 31A ersetzt. Bis zum Jahre 2003 gingen 46 Maschinen durch Unfälle verloren.
Außer als Geschäftsreiseflugzeug fand die Learjet 35 bei zivilen Gesellschaften auch Verwendung als Zielschlepper. Hierzu gehörten in den 1980er Jahren die schwedische Swedair und später die Saab Aerotech.
In Deutschland wird der Learjet 35 von der GFD als Flugzeug zur Zieldarstellung beim Training militärischer Piloten eingesetzt.

## Militärische Nutzer

### Einsatz bei den US-Streitkräften
Eine militärische Variante des Learjet 35A ist der Learjet C-21A, der von der United States Air Force (USAF) in einer Flotte von ehemals 84 Maschinen betrieben wurde. Die erste Maschine des Typs wurde im April 1984 ausgeliefert. Die USAF leaste anfangs 80 Flugzeuge in einem Fünfjahresvertrag von Gates Learjet als Ersatz für die veralteten CT-39A. Später erhielt auch die National Guard vier weitere C-21A. Nach Auslaufen des Leasingvertrages kaufte die USAF sämtliche 84 Flugzeuge.
Aufgrund von Budgetkürzungen wurde die Flotte ab Januar 2007 sukzessive auf 40 Luftfahrzeuge verkleinert, die in Europa stationierten Flugzeuge reduzierten sich beispielsweise von 13 auf 10, den Pacific Air Forces standen nunmehr 3 statt der bisherigen 4 Maschinen zur Verfügung. 2010 wurde die Flotte weiter auf 28 Maschinen verkleinert. Zwischen 2017 und 2020 wurden die verbliebenen 19 Exemplare der C-21A einem Avionik-Modernisierungsprogramm unterzogen. Die in den USA stationierten C-21A sind in der 458th Airlift Squadron auf der Scott Air Force Base zusammengefasst und unterstehen dem Air Mobility Command (ebenfalls in der Scott AFB) im US-Bundesstaat Illinois. Alle übrigen Maschinen gehören der 76th Airlift Squadron, die auf der Ramstein Air Force Base bei Kaiserslautern ihre Basis haben.

### Sonstige militärische Nutzer
- Argentinien
- Bolivien
- Brasilien
- Chile
- Finnland

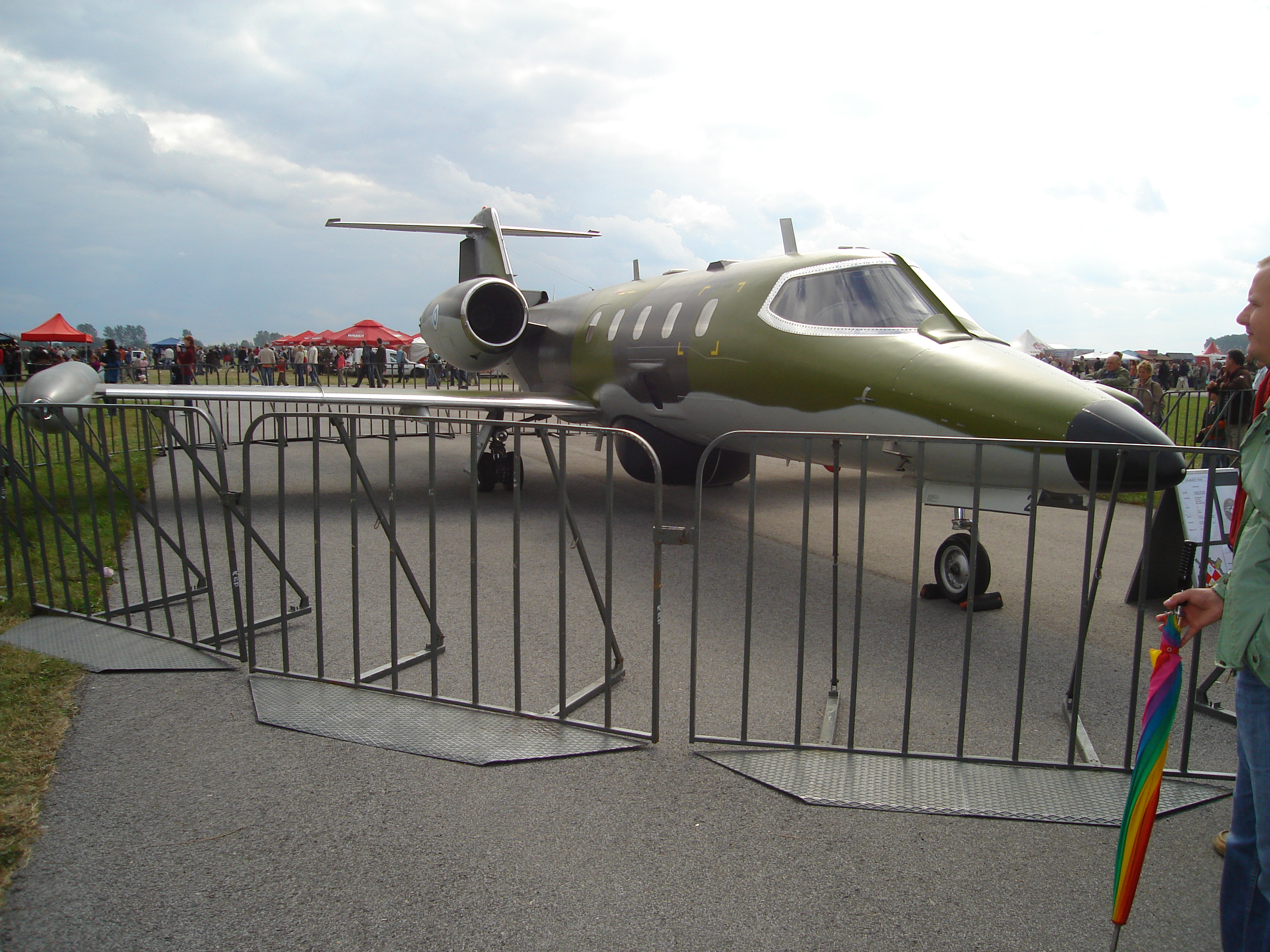
Learjet 35A der Luftstreitkräfte Finnlands

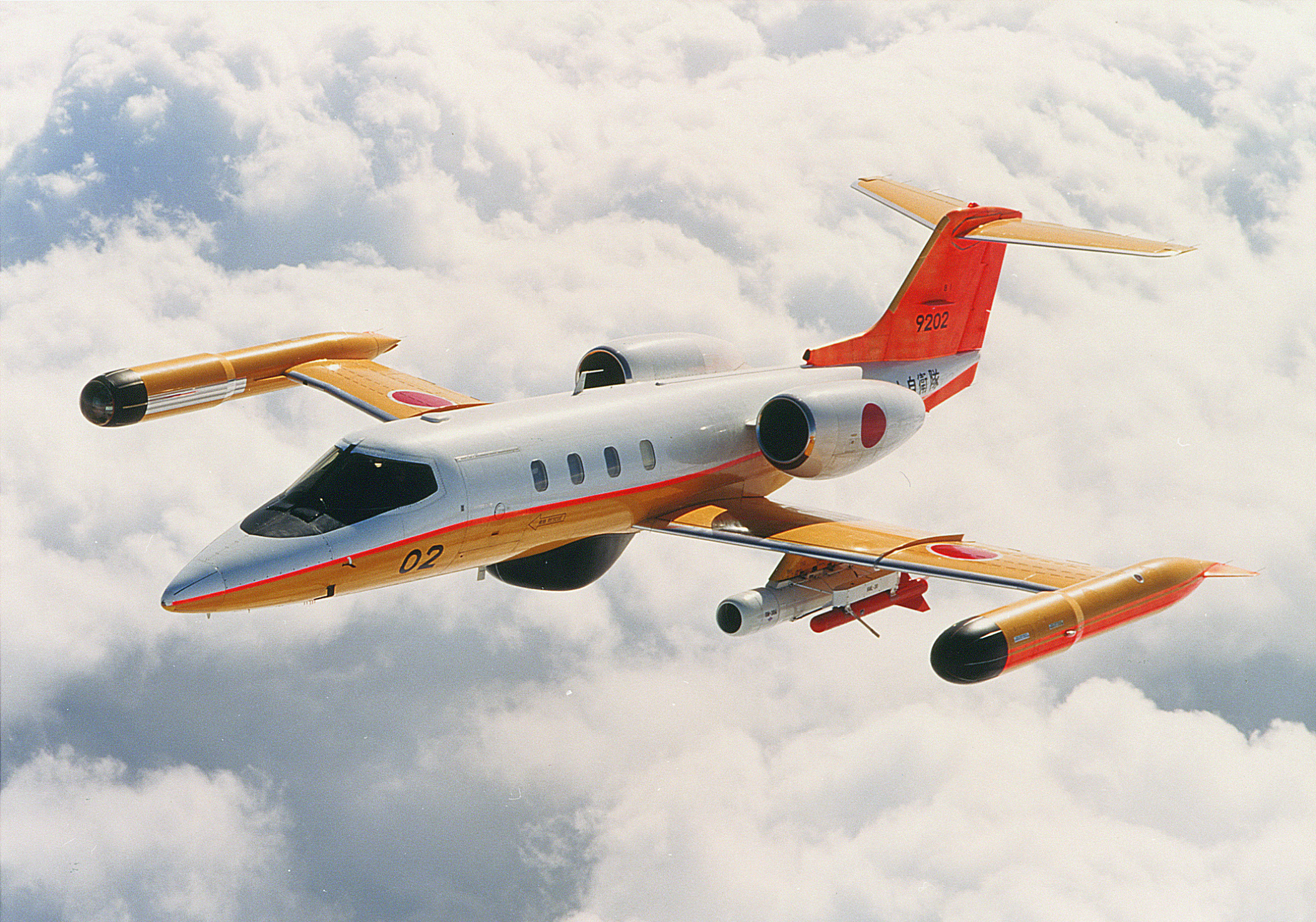
U-36A der japanischen Meeresselbstverteidigungsstreitkräfte

- Japan (Maritime Selbstverteidigungsstreitkräfte)
- Mexiko
- Namibia
- Saudi-Arabien
- Schweiz
- Thailand
- Vereinigte Arabische Emirate

## Zwischenfälle
- Am 13. August 1980 wurde ein Learjet 35A der spanischen Spantax (Luftfahrzeugkennzeichen EC-DFA) im Anflug auf den Flughafen Palma de Mallorca (Spanien) bei einem Sichtanflug 8 Kilometer nördlich davon in die Berge geflogen. Bei diesem CFIT (Controlled flight into terrain) wurden alle vier Insassen, je zwei Besatzungsmitglieder und Passagiere, getötet.[6]
- Am 7. Juni 1993 stürzte ein Learjet 35A (Luftfahrzeugkennzeichen D-COCO) beim Startvorgang vom Flughafen Köln/Bonn ab. Beide Piloten und die zwei Passagiere starben, darunter Wolfgang Sauerborn, der Gründer der Spielzeugfirma Dickie.
- Am 17. September 1994 kamen beim Abschuss eines Learjet 35 in Taiwan sämtliche Besatzungsmitglieder ums Leben.
- Am 24. Dezember 1996 wurde ein Learjet 35A nach einem abgebrochenen Landeanflug auf den Lebanon Municipal Airport in New Hampshire ins Gelände geflogen. Das Wrack wurde 1999 in 16 Meilen Entfernung vom Flughafen gefunden.[7]
- Am 8. Februar 2001 stürzte ein Learjet 35 kurz nach dem Start am Flughafen Nürnberg nach dem Ausfall des linken Triebwerks in den Wald bei Kraftshof. Die drei Insassen kamen dabei ums Leben.[8]
- Am 23. Juni 2014 kollidierte ein Learjet 35 mit einem Eurofighter Typhoon, wobei die beiden Insassen des Learjets starben.→ Hauptartikel: Absturz eines Learjet 35 im Sauerland
- Am 15. Mai 2023 kam es beim Start vom Fliegerhorst Hohn zum Absturz eines Learjet 35 der GFD. Die Maschine war für einen Trainingseinsatz mit Fluglotsen der deutschen Luftwaffe in Norddeutschland vorgesehen. Beim Absturz verunglückten die beiden Insassen tödlich.[9]

## Technische Daten
| Kenngröße                     | Daten des Learjet 35A                                      |
| ----------------------------- | ---------------------------------------------------------- |
| Besatzung                     | 2                                                          |
| Passagiere                    | maximal 8                                                  |
| Länge                         | 14,83 m                                                    |
| Spannweite                    | 12,04 m                                                    |
| Höhe                          | 3,73 m                                                     |
| max. Startmasse               | 8.300 kg                                                   |
| Höchstgeschwindigkeit         | 872 km/h                                                   |
| optimale Reisegeschwindigkeit | 774 km/h                                                   |
| Dienstgipfelhöhe              | 13.715 m                                                   |
| Reichweite                    | 4.070 km                                                   |
| Triebwerke                    | zwei Honeywell TFE731-22B Turbofantriebwerke zu je 15,6 kN |